# Hyla hallowellii
Hyla hallowellii là một loài ếch thuộc họ Nhái bén.
Đây là loài đặc hữu của Nhật Bản. Môi trường sống tự nhiên của chúng là rừng ẩm vùng đất thấp nhiệt đới hoặc cận nhiệt đới, vùng cây bụi ẩm khu vực nhiệt đới hoặc cận nhiệt đới, đồng cỏ nhiệt đới hoặc cận nhiệt đới vùng ngập nước hoặc lụt theo mùa, đầm nước, đầm nước ngọt, đầm nước ngọt có nước theo mùa, các đồn điền, rừng trước đây suy thoái nghiêm trọng, ao, đất có tưới tiêu, kênh đào và mương rãnh.